# Coupe Sels 2017
La 92e édition de la Coupe Sels a eu lieu le 27 août 2017. La course de 188,2 km fait partie du calendrier UCI Europe Tour 2017 en catégorie 1.1.

## Équipes
| WorldTeam- Lotto NL-Jumbo Équipes continentales professionnelles (8)- Verandas Willems-Crelan - Wanty-Groupe Gobert - Israel Cycling Academy - Sport Vlaanderen-Baloise - Gazprom-RusVelo - Roompot-Nederlandse Loterij - Nippo-Vini Fantini - WB-Veranclassic-Aqua Protect Équipes continentales (7)- Tarteletto-Isorex - AGO-Aqua Service - Pauwels Sauzen-Vastgoedservice - An Post-ChainReaction - Cibel-Cebon - Start Vaxes-Partizan - CCB Velotooler |
| |

## Classement
| \| Classement général \| Classement général \| Classement général \| Classement général \| Classement général \| \| Coureur \| Coureur \| Pays \| Équipe \| Temps \| \| ------------------ \| --------------------- \| ------------------ \| ---------------------------- \| ------------------ \| \| 1er \| Taco van der Hoorn \| Pays-Bas \| Roompot-Nederlandse Loterij \| 4 h 29 min 59 s \| \| 2e \| Wout van Aert \| Belgique \| Verandas Willems-Crelan \| + 2 s \| \| 3e \| Tim Merlier \| Belgique \| Verandas Willems-Crelan \| + 3 s \| \| 4e \| Amund Grøndahl Jansen \| Norvège \| LottoNL-Jumbo \| + 3 s \| \| 5e \| Lukas Spengler \| Suisse \| WB-Veranclassic-Aqua Protect \| + 3 s \| \| 6e \| Ludwig De Winter \| Belgique \| WB-Veranclassic-Aqua Protect \| + 57 s \| \| 7e \| Martijn Budding \| Pays-Bas \| Roompot-Nederlandse Loterij \| + 59 s \| \| 8e \| Stijn Steels \| Belgique \| Sport Vlaanderen-Baloise \| + 59 s \| \| 9e \| Dennis van Winden \| Pays-Bas \| Israel Cycling Academy \| + 1 min 12 s \| \| 10e \| Mihkel Räim \| Estonie \| Israel Cycling Academy \| + 1 min 12 s \| |                       |          |                              |                 |
| |                       |          |                              |                 |
| Source : ProCyclingStats |                       |          |                              |                 |
| Classement général |                       |          |                              |                 |
| Coureur | Coureur               | Pays     | Équipe                       | Temps           |
| 1er | Taco van der Hoorn    | Pays-Bas | Roompot-Nederlandse Loterij  | 4 h 29 min 59 s |
| 2e | Wout van Aert         | Belgique | Verandas Willems-Crelan      | + 2 s           |
| 3e | Tim Merlier           | Belgique | Verandas Willems-Crelan      | + 3 s           |
| 4e | Amund Grøndahl Jansen | Norvège  | LottoNL-Jumbo                | + 3 s           |
| 5e | Lukas Spengler        | Suisse   | WB-Veranclassic-Aqua Protect | + 3 s           |
| 6e | Ludwig De Winter      | Belgique | WB-Veranclassic-Aqua Protect | + 57 s          |
| 7e | Martijn Budding       | Pays-Bas | Roompot-Nederlandse Loterij  | + 59 s          |
| 8e | Stijn Steels          | Belgique | Sport Vlaanderen-Baloise     | + 59 s          |
| 9e | Dennis van Winden     | Pays-Bas | Israel Cycling Academy       | + 1 min 12 s    |
| 10e | Mihkel Räim           | Estonie  | Israel Cycling Academy       | + 1 min 12 s    |

## UCI Europe Tour
La Coupe Sels 2017 attribue des points pour le classement UCI Europe Tour 2017
| Position | 1er | 2e | 3e | 4e | 5e | 6e | 7e | 8e | 9e | 10e | 11e | 12e | 13e | 14e | 15e | 16e | 17e | 18e | 19e | 20e | 21e | 22e | 23e | 24e | 25e |
| -------- | --- | -- | -- | -- | -- | -- | -- | -- | -- | --- | --- | --- | --- | --- | --- | --- | --- | --- | --- | --- | --- | --- | --- | --- | --- |
| PTS UCI  | 125 | 85 | 70 | 60 | 50 | 40 | 35 | 30 | 25 | 20  | 15  | 10  | 5   | 5   | 5   | 3   | 3   | 3   | 3   | 3   | 3   | 3   | 3   | 3   | 3   |